# 狂乱索餌
狂乱索餌（きょうらんさくじ）とは、魚類、おもにサメに見られる摂食行動のことで、集団が狂乱状態になりながら餌を食する状態のこと。
- 海中に多量の血が流れている
- 動物が騒音をたてている（特に苦悶時）

などの場合に惹起されると言われている。原因は未詳だが、感覚器によって得られた情報が処理能力を超過して、オーバーフローに至ることによって惹起されるといわれている。ヨゴレやヨシキリザメでしばしば見られることが知られている。
サメ以外の動物も、似たような行動例をとることが知られている。例えば、複数種の鳥が、タカなどの共通する天敵を集団で攻撃することがある。また、ナヤフクロウがセグロカモメの集団に襲われて殺されることもある。